# Christen-Democratisch Appèl
Christen-Democratisch Appèl (CDA) (dansk: Kristendemokratisk appel) er et kristendemokratisk politisk parti i Nederlandene.
CDA blev officielt oprettet 11. oktober 1980. Arkitekten bag den nye alliance var Piet Steenkamp. Partiet er et resultat af sammenlægningen af tre tidligere religiøse partier, efter at disse i 1977 indgik i et valgforbund. Det ældste af disse partier, Anti-Revolutionaire Partij (ARP), blev dannet i 1879 og var et militant calvinistisk parti, som kæmpede for statsstøtte til de religiøse skoler. Christelijk-Historische Unie (CHU) var et mere moderat calvinistisk parti, stiftet i 1908 efter en splittelse i ARP. Katholieke Volkspartij (KVP) kan føre sine aner tilbage til den første katolske partidannelse i 1904. Baggrunden for, at disse tre partier slog sig sammen, var svigtende vælgeropslutning og et ønske om mere effektivt at modvirke sækulariseringstendenserne i samfundet.

## Filosofi
I lighed med Kristendemokraterne i Danmark og Kristelig Folkeparti i Norge, regnes CDA som et centrumsparti, når det gælder økonomisk politik, samt i forsvars- og sikkerhedsspørgsmål. I stor grad kommer vælgerne fortsat fra det religiøse miljø, men partiet scorer også på sin centrumsposition i partisystemet. Partiet får stemmeri de fleste sociale lag, og partiets vælgere udgør socialt set nærmest et spejlbillede af befolkningen. I Nederlandene betegnes CDAs platform som centrum-højre.

## Repræsentation

### Statsministre
- Jan Peter Balkenende (2002–2010)
- Ruud Lubbers (1982–1994)
- Dries van Agt (1977–1982)

### Partiledere
- 2012– Sybrand van Haersma Buma (Sybrand Buma)
- 2010–2012 Maxime Verhagen
- 2001–2010 Jan Peter Balkenende
- 1997–2001 Jaap de Hoop Scheffer
- 1994–1997 Enneüs Heerma
- 1994–1994 Elco Brinkman
- 1982–1994 Ruud Skabningers
- 1976–1982 Dries van Agt

### Medlemmerne
| år   | medlemmer | år   | medlemmer | år   | medlemmer |
| 1975 | 300       | 1990 | 125.033   | 2005 | 73.000    |
| 1976 | 2000      | 1991 | 122.238   | 2006 | 69.000    |
| 1977 | 11.797    | 1992 | 118.449   | 2007 | 69.560    |
| 1978 | 20.000    | 1993 | 112.117   | 2008 | 69.200    |
| 1979 | 25.500    | 1994 | 107.000   | 2009 | 68.102    |
| 1980 | 162.179   | 1995 | 100.442   | 2010 | 67.592    |
| 1981 | 143.000   | 1996 | 94.412    | 2011 | 65.905    |
| 1982 | 152.885   | 1997 | 91.000    | 2012 | 61.294    |
| 1983 | 147.896   | 1998 | 89.000    | 2013 | 59.126    |
| 1984 | 138.179   | 1999 | 86.000    | 2014 | 56.310    |
| 1985 | 131.627   | 2000 | 82.000    | 2016 | 50.181    |
| 1986 | 127.849   | 2001 | 80.000    | 2017 | 48.775    |
| 1987 | 128.588   | 2002 | 78.000    |      |           |
| 1988 | 127.046   | 2003 | 79.000    |      |           |
| 1989 | 122.486   | 2004 | 73.500    |      |           |

Kilde: CDA - medlemstal (Documentatiecentrum Nederlandse Politieke Partijen) 

## Eksterne links
- Officiel hjemmeside